# Альенде, Сальвадор
Сальвадо́р Гилье́рмо Алье́нде Го́ссенс (исп. Salvador Guillermo Allende Gossens, 26 июня 1908 года, Вальпараисо, Чили — 11 сентября 1973 года, Президентский дворец, Сантьяго, Чили) — чилийский государственный и политический деятель социалистических взглядов, президент Чили с 3 ноября 1970 года до своей гибели в результате самоубийства во время военного переворота.
Лауреат Международной Ленинской премии «За укрепление мира между народами» (1973).

## Биография

### Ранние годы
Сальвадор Альенде родился 26 июня 1908 г. в городе Вальпараисо в Чили. 
Семья Альенде, принадлежавшая к чилийской аристократии, была известна своими либеральными взглядами. Его отец, успешный адвокат и нотариус, состоял в Радикальной партии.
В старших классах лицея Вальпараисо Сальвадор Альенде общался с итальянским анархистом Хуаном Демарчи, который познакомил его с трудами Маркса.
По окончании лицея Сальвадор поступил добровольцем на военную службу в полк кирасиров в Винья-дель-Мар, а затем перевёлся на север, в полк копьеносцев в Такну.
Уволившись из армии в офицерском звании, Альенде поступил в 1928 г. на медицинский факультет Чилийского университета, где организовал кружок по изучению марксизма и социалистических идей. В 1930 году его избрали вице-президентом Федерации студентов Чили.
В 1932 году окончил медицинский факультет Чилийского университета. Год спустя участвовал в основании Социалистической партии Чили. Был арестован, провёл в заключении полгода.

### Медицина для всех
В 1937 году Альенде избран депутатом в Национальный Конгресс, где работал до 1945 года, когда был избран сенатором.
С 1938 по 1942 год он занимал пост министра здравоохранения в правительстве Народного фронта и добился того, чтобы чилийские бедняки впервые в истории страны получили доступ к здравоохранению.
В 1942 году Альенде стал генеральным секретарём Социалистической партии Чили — тогда оппозиционной, так как с 1941 года из-за поддержки коммунистами договора о ненападении между Германией и СССР социалисты вышли из правящей коалиции, а остались в ней радикалы и коммунисты.
В возрасте 44 года Альенде впервые баллотировался в президенты Чили, но проиграл.

### Создание Народной социалистической партии
В 1948 году социалисты, не считаясь с мнением Альенде, вошли в коалицию с радикалами и поддержали решение о запрете коммунистической партии. Альенде порвал с бывшими единомышленниками и создал Народную социалистическую партию. Когда на президентских выборах 1952 года последняя поддержала кандидатуру экс-диктатора генерала Карлоса Ибаньеса, Альенде вышел из этой партии и вернулся в Социалистическую партию. Сблизился с коммунистами, обещавшими ему поддержку в случае его выдвижения в президенты. Социалисты приняли предложение, и две партии образовали альянс — Фронт «Народное действие», который выдвигал Альенде на президентский пост в 1952, 1958 и 1964 годах.
С 1966 по 1969 год Альенде был президентом Сената Чили.
В 1969 году Фронт «Народное действие» был преобразован в «Народное единство» — коалицию социалистов, коммунистов, членов Радикальной партии и отколовшейся фракции христианских демократов.

### Во главе страны
На президентских выборах 1970 года Альенде опередил по количеству голосов двух других кандидатов, но не набрал абсолютного большинства голосов, и поэтому его кандидатура была отправлена на утверждение конгресса, где он был поддержан христианскими демократами, после того как обязался не нарушать принципы демократии.
| \| \| \| | 36,6 % |
|          |        |

|  |  |

| \| \| \| | 35,3 % |
|          |        |

|  |  |

| \| \| \| | 28,1 % |
|          |        |

|  |  |

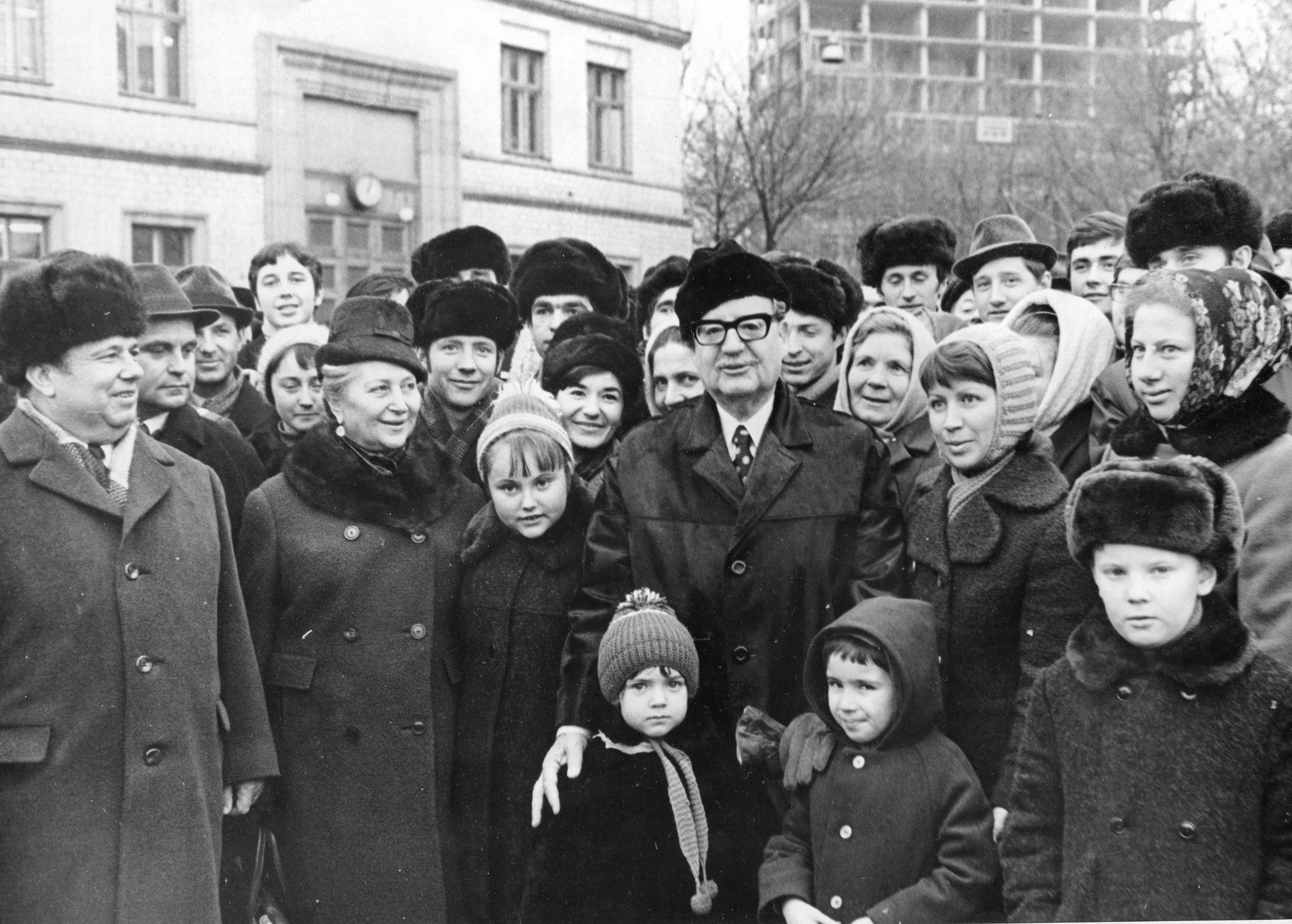
Во время своего последнего визита в СССР в 1972 году, в нарушение протокола, Сальвадор Альенде остановил кортеж на Площади Славы в Киеве, чтобы пообщаться с горожанами. Фото А. Т. Бормотова

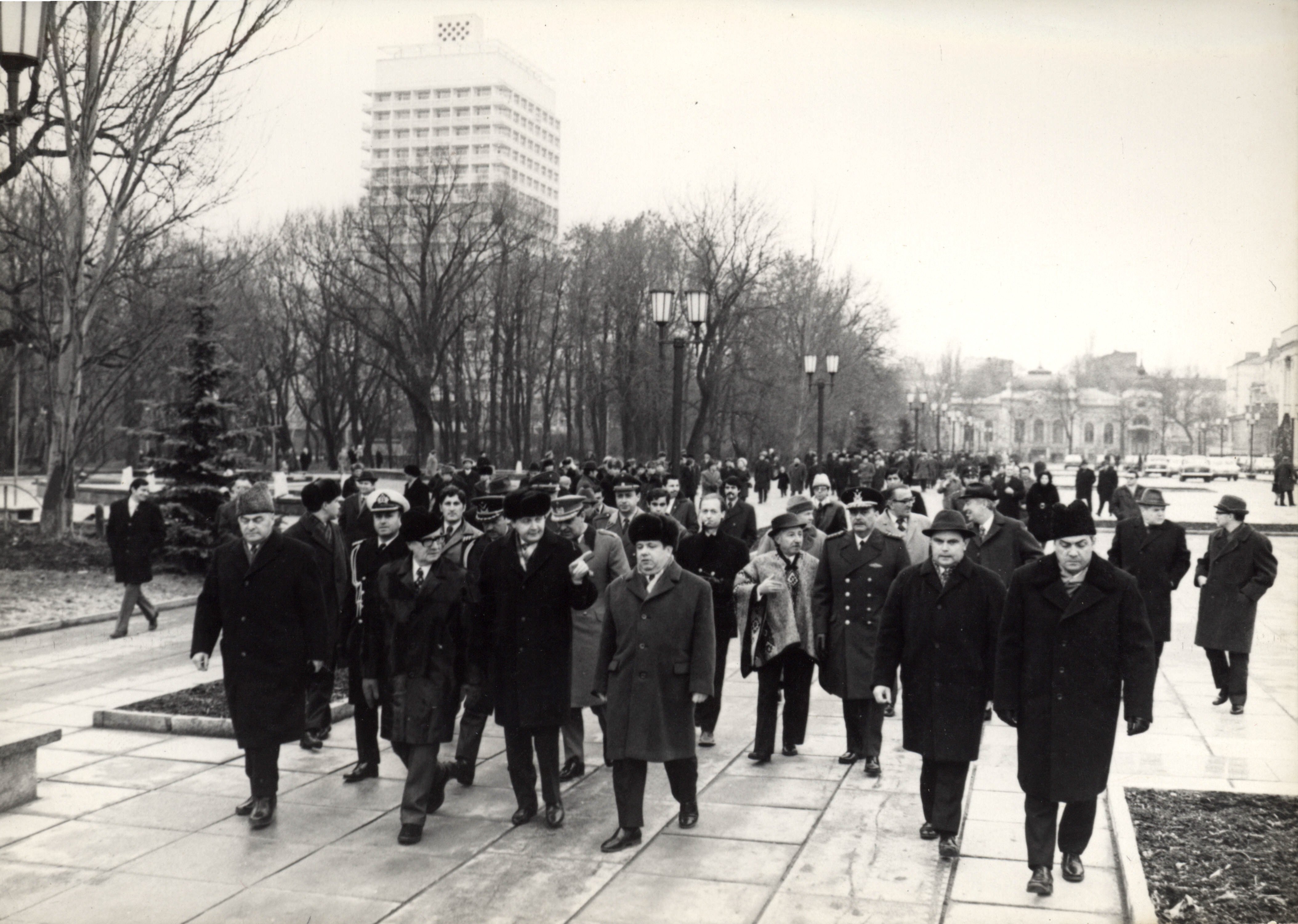
Сальвадор Альенде в Киеве, площадь перед Мариинским дворцом и Верховным Советом (1972)

24 октября 1970 года Сальвадор Альенде был официально провозглашён новым президентом Чили.

## Внешние силы и политическая борьба в Чили
Как явствует из рассекреченных документов ЦРУ, США с 1964 года активно вмешивались во внутриполитические процессы в Чили. Поскольку военных США и Чили связывало многолетнее сотрудничество, в июле 1969 года резидентура ЦРУ в Чили запросила разрешения центрального офиса на вербовку агентов в армейской среде с целью подготовки военного переворота. В октябре 1969 года эта активность вылилась в неудавшийся путч «Tacnazo», названный так по месту проведения — городу Такна. На восстановление резидентуры в армии ЦРУ понадобилось 10 месяцев. Военных пытались использовать, чтобы противодействовать утверждению Альенде на президентском посту, однако безуспешно. Охрану Альенде взяла на себя «Группа личных друзей» (GAP) во главе с левыми активистами Максом Марамбио и Марсельо Шиллингом.
Более эффективной была программа военных продаж (на что 1966 по 1974 год потратили 31,215 млн долларов, пик в 1970 году — 9,145 млн) и организации тренингов в Панаме, продолжавшихся в весь период президентства Альенде (их прошли 1442 высших офицера, пик в 1973—1974 годах, соответственно 257 и 260 человек).
В борьбе за президентское кресло и последующей попытке удержать его Альенде трижды посещал Советский Союз с официальным визитом: в 1954-м, в ноябре 1967-го и за полгода до своей гибели, в декабре 1972 года.
Как отмечал профессор Кристофер Эндрю: «В документах архива эта операция КГБ носит название „Лидер“, а избрание Альенде в 1970 году президентом Чили называется „революционным ударом по системе империализма в Латинской Америке“. КГБ играл важную роль в его предвыборной кампании — Альенде победил с очень незначительным перевесом голосов. Есть документы, свидетельствующие, что КГБ финансировал его избирательную кампанию, выплачивал ему десятки тысяч долларов и даже передал в его личную коллекцию несколько икон. Американцы тоже потратили тогда в Чили около полумиллиона долларов, но их деньги оказались менее действенными». Профессор, как явствует из документов ЦРУ, многократно занизил размер затрат США на организацию военного переворота в Чили — они составили более 8 млн долларов только на прямые акции, не считая военных поставок.

## Экономическая ситуация

### Аграрная реформа
В своей экономической программе Альенде заявил о проведении аграрной реформы и национализации крупнейших частных компаний и банков. Новая система предусматривала самоуправление компаний под контролем государства. Произошло резкое ускорение проведения земельной реформы, начатой в период правления консерваторов. Если администрации Алессандри и Фрея экспроприировали примерно 15 % земли, то администрация Альенде — ещё 25 %.
Как отмечалось в докладе Института экономики и планирования Чилийского университета, опубликованном в 1972 году: «За первые два года деятельности правительства (Народного единства) к реорганизованному сектору сельского хозяйства было присоединено около 3500 поместий общей площадью 500 тысяч гектаров земли, в основном поливной, что составляет примерно одну четвёртую часть всей обрабатываемой в стране земли. Эти площади вместе с землями, экспроприированными при предыдущем правительстве, составляют около 40 % всех сельскохозяйственных угодий в стране».
Политика Альенде встретила острое противодействие со стороны латифундистов. «Как только стали известны результаты выборов 1970 года, крупные скотоводы начали забивать скот. Скотоводческая ассоциация Огненной Земли до того, как её гигантские имения были экспроприированы, забила 130 тысяч стельных коров и отправила на скотобойни ещё 360 тысяч тёлок. Другие владельцы скота, чьи имения простирались по границе Чили с Аргентиной, перегнали свои стада в Аргентину. Было подсчитано, что забой овец составил 330 тысяч». Все это неизбежно провоцировало серьёзные экономические трудности. Аграрная реформа сопровождалась самочинными захватами крестьянами земли бежавших из поместий латифундистов.

### Промышленность
Национализация бумажной промышленности, наряду с недовольством рабочих этой промышленности, вызвала обвинения Альенде в стремлении установить монополию на печать.
В ходе национализации медеплавильной промышленности возникла напряжённость в отношениях с США, когда североамериканские фирмы, вложившие большие капиталы в Чили, отказались принять компенсацию. Доктрина Альенде предполагала, что национализированным фирмам в медном секторе следовало выплачивать компенсации за вычетом «сверхприбыли» (суммы, превышающей реинвестированную прибыль и 10-12 % чистой прибыли). В ответ в январе 1972 года президент Никсон объявил, что США прекратят двустороннюю помощь и «откажутся от поддержки кредитов, находящихся на рассмотрении в международных банках развития».

### Социальная политика
Правительство Альенде организовывало выплаты пособий и льгот, демократизацию медицинского обслуживания и школ. Значительное снижение безработицы и существенное повышение заработной платы привело к повышению покупательной способности населения, что входило в планы правительства".

### Внешний долг и политика США
К 1970 году объём прямых американских инвестиций в экономику Чили составлял 1.1 млрд долларов из общей суммы 1,672 млрд. Американские корпорации контролировали 80 % медеплавильной промышленности, приносившей стране 4/5 внешнеторговой выручки.
Кроме того, Чили при правлении Фрея накопила большой внешний долг, который в объёме 800 млн долларов можно было рефинансировать через Парижский клуб и ведущие американские банки в начале 1972 года. В том же году наступал срок платежей по кредитам в размере 600 млн долларов западным странам и Восточному блоку. Несмотря на стремление диверсифицировать внешнюю торговлю, к 1970 году Чили продолжала зависеть от импорта из США, хотя потребность в краткосрочных коммерческих кредитах упала с 300 млн долларов в год при Фрее до 30 млн при Альенде (1972). Сочетание экономических и политических факторов снизило возможность правительства в закупках важнейших компонентов для медеплавильной и сталелитейной промышленности, электроэнергии, топлива и транспорта. К концу 1972 года министерство экономики Чили признало, что около трети грузовиков на шахтах Чукикамата, 30 % частных автобусов, 21 % такси, 33 % государственных автобусов простаивают из-за отсутствия запчастей и шин. Стоимость американского импорта снизилась с 152,6 млн $ в 1970 году до 110 млн в 1971 году.
Альенде с первых дней своего президентства столкнулся с беспрецедентным давлением со стороны «международных партнеров» во главе с США. По словам бывшего начальника аналитического отдела КГБ СССР Николая Леонова, «Американцы организовали бойкот чилийской меди, от продажи которой Чили получала основные валютные поступления. Они заморозили в банках чилийские счета. Местные предприниматели стали перекачивать свой капитал за границу, свёртывать рабочие места на предприятиях, создавать искусственную нехватку продовольствия в стране».

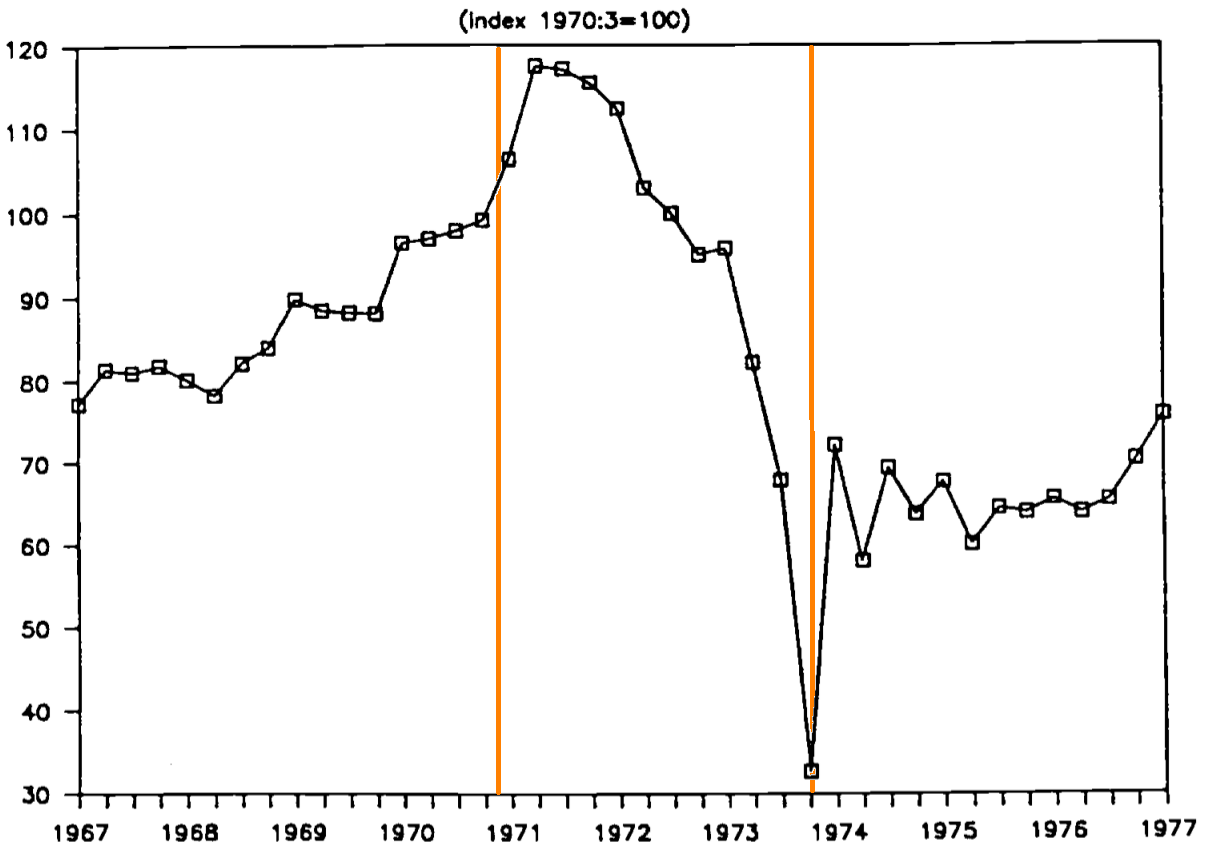
Динамика реальных доходов населения в годы правления Альенде (показаны оранжевыми линиями). Показаны в условных единицах относительно уровня 1970 г. (100 %)

Представленный Сенату отчёт «Тайные операции США в Чили, 1963—1973 годы» показывает, что уже в 1970 году с 28,8 млн до 3,3 млн долларов были снижены, а в 1971 году были полностью остановлены транзакции Экспортно-импортного банка США в Чили. С 1971 по 1973 год было прекращено кредитование Всемирного банка, до 1970 года составлявшее до 60 млн долларов в год (1967).
В ноябре 1972 года Чили объявила частичный мораторий на выплату внешнего долга (то есть дефолт), что ускорило бегство капиталов и подстегнуло инфляцию. Несмотря на экономический рост, инфляция составляла 22,1 % в 1971 году благодаря административному контролю за ценами, в первой половине 1972 года она поднялась до 28 %, во второй половине 1972 года составила 100 %, а в первой половине 1973 года 353 %.
Сразу после военного переворота американские деньги буквально хлынули в Чили: по линии Экспортно-импортного банка США в 1974 году было выплачено свыше 98 млн долларов (против 3,1 млн в 1973 году), Всемирного банка — 13,5 млн (против нуля), Межамериканского банка развития — 97,3 млн, прямая военная помощь США составила 123,8 млн.

## Демократические, социальные и экономические инновации

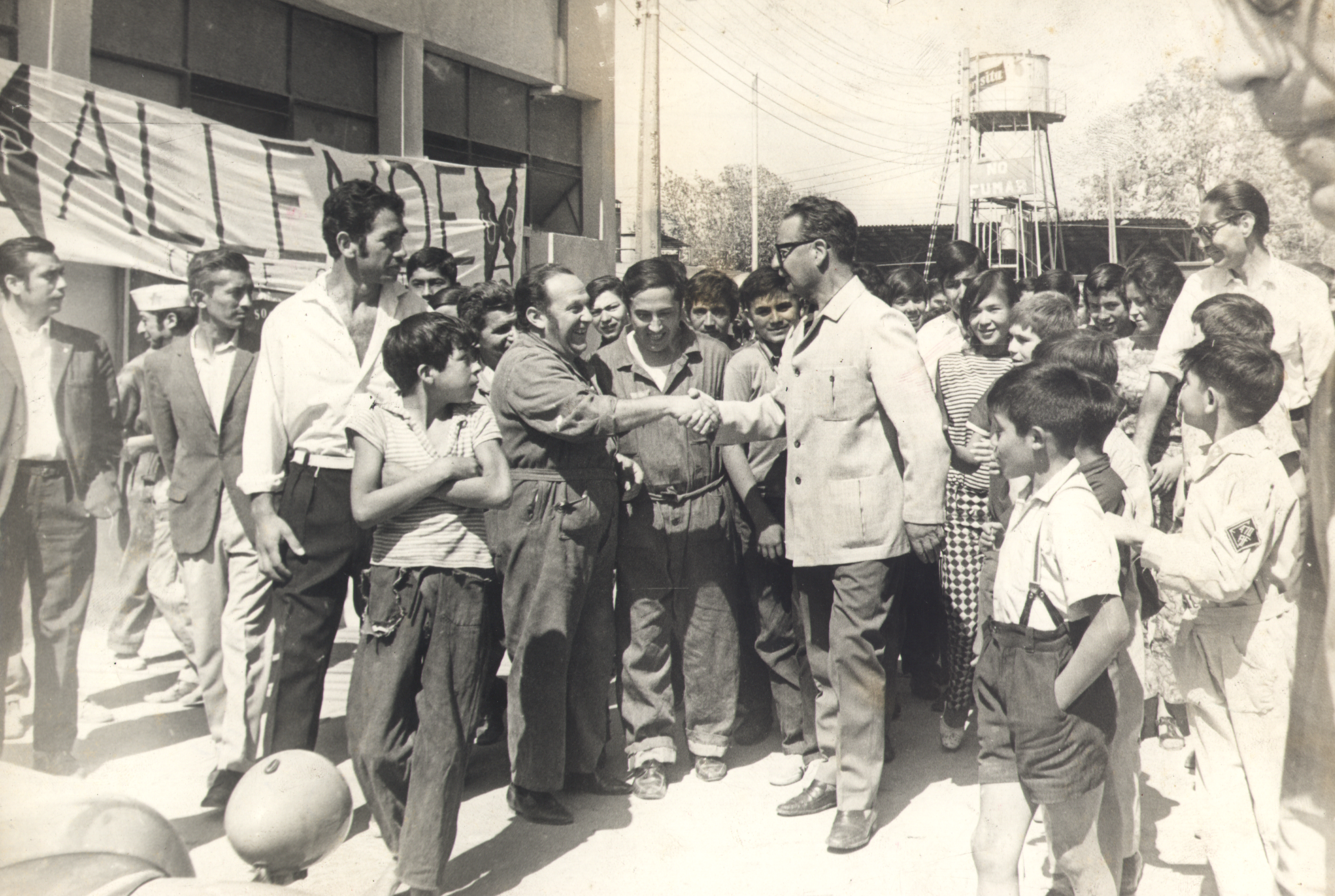
Сальвадо́р Алье́нде, 1972

Правительство Альенде впервые в мире предприняло попытку (руководитель проекта Стаффорд Бир) создания всеобщей компьютеризированной системы управления экономикой (Киберсин), с помощью телексов система (Cybernet) объединила 500 предприятий, центр управления системой находился в президентском дворце. Планировалось, что система позволит рабочим участвовать в управлении предприятиями. Также предприятия отсылали правительству замечания и предложения. С помощью системы Киберсин был организован обмен информацией между работающими предприятиями во время забастовки настроенных против правительства Альенде консервативных предпринимателей в октябре 1972 года. После пиночетовского переворота Киберсин был признан ненужным новому правительству из-за его эгалитаристской направленности, и система была разрушена.

### Всенародный проект
Как утверждает британский кибернетик Стэффорд Бир, Альенде был инициатором проекта, направленного на получение правительством обратной связи от каждого гражданина, независимо от его социального статуса и демократизацию всех сторон жизни чилийского общества: так как средства общения народа с правительством ограничены, то был разработан специальный прибор, Киберсин, позволяющий каждому гражданину в режиме реального времени реагировать на действия правительства, все данные по народному голосованию также должны были приходить в президентский дворец, что могло бы позволить правительству в онлайн-режиме оценивать реакцию общества на свои действия.

## На пути к перевороту
Недовольство значительной части населения правлением Альенде вылилось в массовые демонстрации и забастовки в 1972 и 1973 годах. В октябре 1972 года страну охватила так называемая «национальная забастовка», инициатором которой выступила Конфедерация владельцев грузовиков во главе с Леоном Виларином. В ответ Альенде ввёл чрезвычайное положение и отдал приказ конфисковать неработающие грузовики. «После провала переговоров, начавшихся между правительством и группами, замешанными в конфликте, первого ноября кабинет в полном составе подал в отставку, и Альенде провёл длительное заседание с командованием вооружённых сил. Третьего ноября 1972 года было образовано новое правительство с участием трёх военных высокого ранга: генерал Карлос Пратс, являвшийся до того времени командующим армией, принял портфель министра внутренних дел; контр-адмирал Исмаэль Уэрта занял пост министра общественных работ, а бригадный генерал авиации Клаудио Сепульведа — пост министра горнорудной промышленности».
К лету 1973 года страна разделилась на два враждующих лагеря — сторонников Альенде и его противников. Ультраправые организации Родина и свобода (лидеры — Пабло Родригес, Роберто Тиеме, Мануэль Фуэнтес Вендлинг) и Команда Роландо Матуса (лидер — Хусе Луис Осса Бульнес) вели фактическую партизанскую войну против правительства. 29 июня 1973 был подавлен мятеж «танкетасо», поднятый подполковником Супером. Правые силы при прямой поддержке США готовились к совершению государственного переворота. Задним числом пропагандисты правых объявили свои действия превентивными — направленными на срыв якобы существовавшего «плана Z», в рамках которого левые якобы ещё в 1971 году начали контрабандный ввоз оружия в страну, и к моменту генеральского путча имели больше оружия (30 000), чем армия (25 000 человек). По утверждению авторов советского сборника «Трагедия Чили. Материалы и документы», существование «плана Z» было опровергнуто самим Пиночетом.
22 августа Палата депутатов приняла постановление, в котором обвинила Альенде: в авторитарных устремлениях и стремлении уничтожить роль законодательной власти; в пренебрежении решениями судов и покровительстве преступникам, связанным с правящей партией; в покушениях на свободу слова, арестах, избиениях и пытках оппозиционных журналистов и иных граждан; в покушениях на университетскую автономию; в покушениях на собственность; в незаконном преследовании забастовщиков; в терроризации населения с помощью вооружённых банд; во введении в образование марксистской идеологии и так далее.

## Гибель

### Военный переворот
11 сентября 1973 года в столице был совершён военный переворот.
Во время штурма президентского дворца Альенде покончил жизнь самоубийством (двумя выстрелами), застрелившись из автомата Калашникова, подаренного ему Фиделем Кастро. Версию о самоубийстве подтвердила и дочь президента Исабель Альенде.

### Эксгумация
В мае 2011 года по распоряжению правительства Чили были эксгумированы останки Сальвадора Альенде, находившиеся в семейном склепе в Сантьяго. Была проведена экспертиза по установлению обстоятельств гибели: покончил ли Альенде с собой, чтобы не попасть живым в руки путчистов, либо же он был убит пиночетовцами.
Семья президента всегда заявляла о согласии с официальной версией пиночетовского режима, что Альенде покончил с собой во время штурма. Время от времени появлялись слухи о том, что он был убит. 31 мая 2011 года в ходе работы экспертной комиссии по эксгумации один из чилийских телеканалов сообщил о нахождении засекреченных правительственных документов, которые ставят под сомнение версию о самоубийстве. Тем не менее, согласно результатам экспертизы, проведённой международными судмедэкспертами, результаты которой были обнародованы в июле 2011 года, Сальвадор Альенде покончил с собой двумя выстрелами, что объясняется использованием АКМ в автоматическом режиме. Однако в гробу президента было найдено около 30 пуль: путчисты изрешетили уже мёртвое тело президента.

## Семья
Сестра Сальвадора была замужем за братом лидера Социалистической партии Мармадуке Грове.
В 1940 году Альенде женился на Ортенсии Бусси (1914—2009), от которой у него было 3 дочери: Кармен, Беатрис (8 сентября 1943 — 11 октября 1977) и Исабель. Сама Ортенсия Бусси скончалась в 94-летнем возрасте 18 июня 2009 года.
Его племянница, Исабель Альенде Льона (род. 1942), является известной писательницей. В её романе «Дом духов» он упоминается сначала как Кандидат, а потом как Президент. Примечательно, что Аугусто Пиночет упоминается в нём как диктатор, и всегда именно с маленькой буквы.

## Масон Альенде
То, что Сальвадор Альенде был масоном, не являлось тайной, так как он сам этого никогда не скрывал. В интервью, которое он дал журналисту «Чилийского пути» Режи Дебре, он открыто заявил о своём членстве в масонском ордене.
Политика, которую проводил Альенде, не нравилась определённой части чилийского масонства. В 1972 году итальянское «Масонское обозрение» опубликовало материал, в котором говорилось, что масоны Чили требуют осудить деятельность «брата Альенде».

## Память

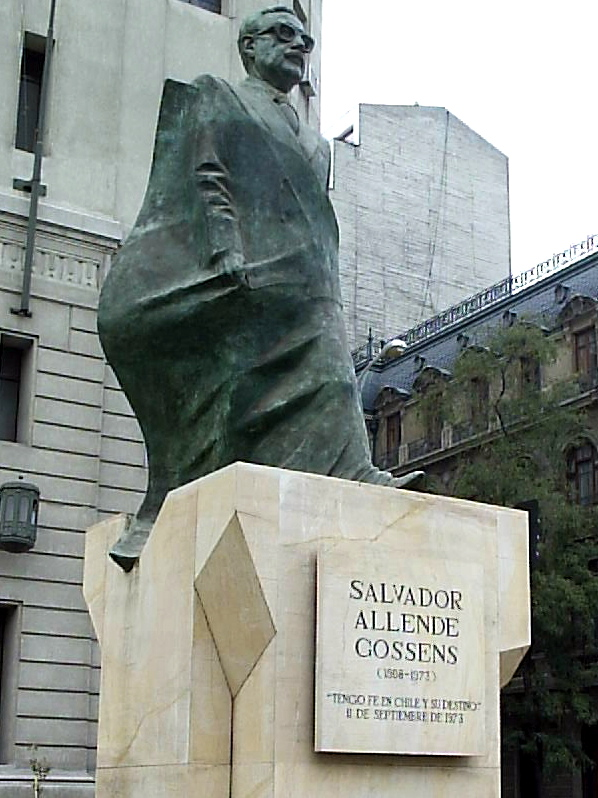
Памятник С. Альенде перед дворцом «Ла Монеда» в Сантьяго (Чили)

### Топонимика
- Улица Сальвадора Альенде в Москве (Россия)[34].
- Улица Сальвадора Альенде в Гавре (Франция).
- Площадь Сальвадора Альенде в Барселоне (Испания).
- Имя Сальвадора Альенде ранее носила улица Онисифор Гибу в Кишинёве.
- На Украине, в городе Первомайск, Николаевской области есть переулок Сальвадора Альенде.
- в Никарагуа в честь Сальвадора Альенде назван порт (Puerto Salvador Allende) на южном берегу озера Манагуа[35]
- улица Сальвадора Альенде в Белграде (Сербия).

### В культуре и искусстве
- С. Альенде посвящены последние строки биографии чилийского поэта Пабло Неруды «Признаюсь: я жил. Воспоминания».
- С именем Альенде тесно связано имя чилийского поэта, театрального режиссёра, певца и политического активиста Виктора Хары.
- Венгерский поэт Миклош Вереш[венг.], лауреат премии Аттилы Йожефа, написал стихотворение «Скорбь и надежда. На смерть Альенде» (опубликованное в антологии «Видящий море» [Tengerlato], 1977).
- С. Альенде упоминается в повести в стихах Е. Евтушенко «Голубь в Сантьяго»:

Альенде был прекрасный человек.

Быть может, был прекрасный даже слишком.

Такого «слишком» не прощают люди,

Которым всё прекрасное — опасно.

Боятся, если кто-то слишком умный,

Прощают, если кто-то слишком туп.

Альенде был умней своих убийц,

Но он умён был не умом тирана,

Который не побрезгует ничем,

Альенде погубила чистоплотность,

Но только чистоплотные бессмертны,

И, мёртвый, он сильнее, чем живой.

### Альенде вфилателии
Почтовые марки и другой филателистический материал, посвящённые Сальвадору Альенде, были выпущены в 1970-е годы в ряде стран мира (СССР, Венгрия, Болгария, ГДР, Вьетнам, Куба, Эквадор, Конго,Того). В 1972 г. в Чили  вышла серия марок, посвящённая национализации угольной промышленности, на купонах которой были приведены цитаты из выступления Альенде. Впервые на почтовых марках Чили портрет Сальвадора Альенде появился в 1990 г. в серии "Президенты Чили", и приуроченный к началу эпохи перехода Чили к демократии. К 100-летию со дня его рождения чилийской почтой были выпущены марка и конверт первого дня. В 1998 и 2008 годах марки, посвящённые памяти С. Альенде выпустил Уругвай.

Почтовые марки
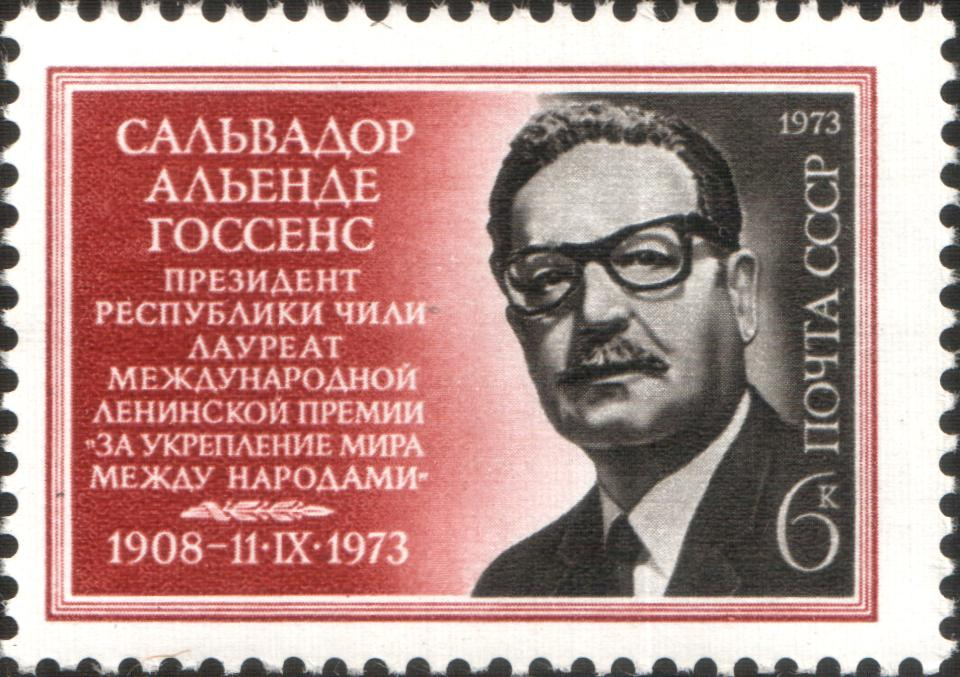
Почтовая марка СССР, посвящённая  Альенде, 1973 год, 6 копеек (ЦФА 4289, Скотт 4133)

### Прочее
Теплоход «Сальвадор Альенде» — спущен на воду в конце 1973 года; затонул 9 декабря 1994 года.

## В кинематографе
- «В Сантьяго идёт дождь» (режиссёр Элвио Сото, Франция — Болгария, 1975), в роли С. Альенде Найчо Петров.
- «Кентавры» (режиссёр Витаутас Жалакявичус, СССР — Венгрия — Чехословакия — Колумбия, 1978), в роли С. Альенде Донатас Банионис.
- «1973. Революции за минуту»[37] (режиссёр Фернандо Валенсуэла, Чили, 2008) — в роли С. Альенде Рамиро Сандоваль.
- «Альенде в своём лабиринте» (режиссёр Мигель Литтин, Чили — Венесуэла, 2014), в роли С. Альенде Даниэль Муньос.

## Сочинения
- Альенде С. Higiene mental y delincuencia / Психическое здоровье и преступность. — 1933. — 201 с.
- Альенде С. Борьба народа Чили за национальную независимость // Правда. — 1954. — 12 авг.
- Альенде С. История принадлежит нам. Речи и статьи. 1970—1973. — М.: Политиздат, 1974. — 382 с.